# Формеля, Мирослав
Мирослав Формеля (пол. Mirosław Formela; 31 октября 1978, Лемборк — 21 мая 2025) — польский легкоатлет, специалист по бегу на средние дистанции. Выступал за сборную Польши по лёгкой атлетике в 2003—2006 годах, серебряный призёр Кубка Европы, многократный победитель польских национальных первенств, участник чемпионатов мира и Европы.

## Биография
Мирослав Формеля родился 31 октября 1978 года в городе Лемборк Поморского воеводства, Польша.
Занимался лёгкой атлетикой в городе Мендзыздрое, состоял в местном спортивном клубе «Спортинг».
Первого серьёзного успеха на взрослом международном уровне добился в сезоне 2003 года, когда вошёл в основной состав польской национальной сборной и побывал на Кубке Европы во Флоренции, откуда привёз награду серебряного достоинства — в беге на 1500 метров уступил только испанцу Хуану Карлосу Игуэро. Также в этом сезоне в той же дисциплине стартовал на чемпионате мира в помещении в Бирмингеме, но здесь не смог пройти дальше предварительного квалификационного этапа.
В 2004 году на соревнованиях в Лозанне установил свой личный рекорд в беге на 1500 метров, показав время 3:38,60. Принимал участие в мировом первенстве в помещении в Будапеште — был близок к призовым позициям, в решающем финальном забеге финишировал пятым.
В 2005 году отметился выступлением на европейском первенстве в помещении в Мадриде, участвовал в программе бега на 1500 метров, но в финал не отобрался.
На чемпионате Европы 2006 года в Гётеборге стартовал в беге на 800 и 1500 метров — в первом случае остановился на стадии полуфиналов, тогда как во втором случае закрыл десятку сильнейших. Кроме того, в этом сезоне на соревнованиях в Варшаве установил свой личный рекорд на 800-метровой дистанции, пробежав её за 1:46,26.
Мирослав Формеля скончался 21 мая 2025 года в возрасте 46 лет.